# Saád Henrik
Saád Henrik Jakab (Eger, 1861. augusztus 12. – Szentgotthárd, 1943. június 2.) magyar ciszterci szerzetes, pap és tanár.

## Élete
A ciszterci rendbe 1878. augusztus 27-én lépett be. Pappá 1884. augusztus 10-én szentelték. Tanárként 1883 és 1889 között munkálkodott, Baja városában, a főgimnáziumban, majd 1890 és 1902 közt Egerben. 1902. június 16-án a nagyteveli plébánia kegyura lelkésszé nevezte ki. Később plébános volt Nagytevelen, Veszprém vármegyében. Szentgotthárdon jószágkormányzó 1909-1915 közt. Visszatért tanítani Bajára 1916-1927 között, 1927-29 között alperjel Egerben majd irodaigazgató Zircen. 1931-től haláláig szentgotthárdi alperjel volt.

## Művei
- Katolikus Szemle (1893. könyvism.)
- Valami Athenről. Eger, 1893. 37. sz.)
- Vázlatok görögországi utamból. Egri Híradó,  1894. 16-19. sz.)